# اریکا فرناندز
اریکا فرناندز بازیگر و مدل هندی است از فیلم‌های او می‌توان به خاطرهٔ تو اشاره کرد و همچنین سریال آزمون زندگی و رنگ عشق از پر بازدیدترین سریال‌های او است.
او در فیلم پانصد و پنجاه و پنج بازی کرده است.